# Kamal Labouani
Kamal Labouani est le fondateur du Rassemblement libéral démocratique en Syrie.
Il est apparu politiquement sur la scène syrienne lors de la brève période de libéralisation qui avait suivi l'accession au pouvoir du président Bachar el-Assad en l'an 2000. Arrêté comme opposant lors de la reprise en main du pays, il a été prisonnier politique durand trois années.
En 2005, après une tournée politique dans l'Union européenne et aux États-Unis, où il a rencontré le conseiller adjoint à la sécurité national du président George W. Bush, il est à nouveau arrêté dès sa descente d'avion à l'aéroport international de Damas. Le 10 mai 2007, il est condamné à douze ans de prison. Selon Ammar Qorabi, le président de l'Organisation nationale des droits de l'homme en Syrie : « Il s'agit du jugement le plus sévère infligé à un détenu d'opinion depuis l'arrivée au pouvoir de Bachar al-Assad ».